# Museo del Río Genil
El Museo del Río Genil es un espacio museístico de Badolatosa sobre la importancia del río Genil, afluente del Guadalquivir. Fue inaugurado en septiembre de 2006.

## Localización
A orillas del río Genil se encuentra Badolatosa, donde se ubica el Museo, junto al embalse de Malpasillo, compuesto además de por ella misma por la pedanía de Corcoya y las Huertas de la Manga, está enclavada en el vértice sur oriental de la provincia de Sevilla limitando con las provincia de Córdoba, de la que separa el río Genil, y de Málaga estando esta provincia muy cerca de Corcoya.

## Contenido
El Museo del Río Genil de Badolatosa es un espacio de interpretación de los múltiples aspectos que rodean a este importante río andaluz dentro del marco de la Ruta del Tempranillo haciendo especial hincapié en su riqueza natural y su tradición histórica.
Cuenta con cinco Salas Temáticas en las que se conjugan luces tenues, oscuridad, el sonido del agua, frases poéticas ... una atmósfera que nos lleva a dar un paseo de sensaciones, recorridos a lo largo del trazado del río, proyecciones audiovisuales que nos trasladan al entorno de la ribera del Río Genil.
Gentes de Badolatosa y de los pueblos cercanos narran que el río era el eje de su vida cotidiana, el trabajo de los arrieros, el papel que desempeñaban la huertas, la pesca, las consecuencias de las riadas e inundaciones, etc.
El Museo del Río Genil forma parte de la red de recursos de la Ruta del Tempranillo, que abarca las provincias de Córdoba, Sevilla y Málaga, en las que se encuentran los pueblos que marcan los hitos más importantes del itinerario vital del bandolero José María El Tempranillo: Jauja-Lucena, Badolatosa, Corcoya, Alameda, Benameji, Casariche y Palenciana. La situación de estos municipios es privilegiada por su cercanía a cuatro capitales andaluzas Granada, Córdoba, Sevilla y Málaga.